# Pulau Untungjawa (ö i Indonesien)
Pulau Untungjawa är en ö i Indonesien.   Den ligger i provinsen Jakarta, i den västra delen av landet, 30 km nordväst om huvudstaden Jakarta. Arean är 0,46 kvadratkilometer.
Terrängen på Pulau Untungjawa är mycket platt. Öns högsta punkt är 11 meter över havet. Den sträcker sig 0,6 kilometer i nord-sydlig riktning, och 1,0 kilometer i öst-västlig riktning.